# Welcome to the Dollhouse
Welcome to the Dollhouse este al doilea album de studio al formației americane de muzică Pop și R&B, Danity Kane. Albumul a fost lansat de către casele de discuri Bad Boy Records și Atlantic Records pe 18 martie 2008, în S.U.A.
Danity Kane a înregistrat albumul în cinci săptămâni, cât timp au și filmat cel de-al doilea sezon al Making The Band 4.
Welcome to The Dollhouse este al doilea album al formației care a debutat pe #1 în topul Billboard 200.

## Istoric

### Producție
Pentru acest album, toate fetele au scris și/sau produs unele melodii.
În episodul 5 al emisiunii Making the Band 4 Season 2, fetele de la Danity Kane i-au explicat lui Diddy faptul că demo-urile pe care le-au primit și melodiile înregistrate nu le reprezintă. P.Diddy le-a înțeles și fetele au primit melodii noi. Astfel, au creat albumul pe care l-au numit Welcome to The Dollhouse, spunând că denumirea acestuia în acest fel are legătură cu faptul că ele au stat împreună într-o casă în timpul Making The Band.

### Poziții în clasamente
Welcome to The Dollhouase a debutat pe #1 în topul U.S. Billboard 200, în prima săptămână înregistrând vânzări de aproximativ 236,410 de copii (cu 1,748 mai multe unități decât primul album). Astfel, Welcome to The Dollhouse este al doilea album #1 al formației Danity Kane.
Cu vânzările din prima săptămână și certificarea de #1 în topul U.S. Billboard 200, Danity Kane este prima formație de femei din istoria Billboardului care a avut albumul de debut și cel de-al doilea album pe locul #1, conform www.marketwire.com.
În mai puțin de o lună de la lansare, Wellcome to The Dollhouse a primit din partea RIAA discul de aur.
Până pe 15 iunie 2008, albumul se vânduse în 517.000 copii.
| Top                                     | Provider      | Poziție |
| --------------------------------------- | ------------- | ------- |
| U.S. Billboard 200                      | Billboard     | 1       |
| U.S. Top Digital Albums                 | Billboard     | 1       |
| U.S. Billboard Top Comprehensive Albums | Billboard     | 1       |
| U.S. Top R&B/Hip-Hop Albums             | Billboard     | 1       |
| United World Chart                      | Media Traffic | 2       |

## Single-uri
- Primul single de pe album a fost ales de către fani. Pe profilul oficial MySpace al formației, fanii aveau de ales între "Damaged" și "Pretty Boy". "Damaged" a avut majoritatea voturilor și astfel a devenit primul single. Melodia a ajuns pe #10 în topul Billboard Hot 100 și pe #5 în Pop 100 Charts.

- Cel de-al doilea single de pe album este "Bad Girl".Single-ul a fost ales de către fete împreună cu cei de la casa de discuri deoarece melodia este un featuring cu Missy Elliot ,iar această colaborare se crede a fi benefică pentru Danity Kane.

## Track listing
| #   | Titlu                                                        | Versuri                                                                                                | Producători                                                             | Durată |
| --- | ------------------------------------------------------------ | --- | ----------------------------------------------------------------------- | ------ |
| 1.  | "Welcome to the Dollhouse" (featuring P. Diddy)              | Sean Combs, Antwan Thompson                                                                            | Sean "Diddy" Combs for The Hitmen, Antwan "Amadeus" Thompson            | 0:46   |
| 2.  | "Bad Girl" (featuring Missy Elliott)                         | Tiffany Cris'Tene Washington,VincentCox, Nathanial Hills, Mary Brown,James Washington, Melissa Elliott | Danja                                                                   | 4:01   |
| 3.  | "Damaged"                                                    | Stereotypes                                                                                            | Stereotypes                                                             | 4:04   |
| 4.  | "Pretty Boy"                                                 | N. Hills,Candice Nelson, Balewa Muhammad, Ezekiel Lewis,J. Que                                         | Danja                                                                   | 4:00   |
| 5.  | "Strip Tease"                                                | N. Hills, J. Washington, Aubrey O'Day, D. Woods, Dawn Richard, Shannon Bex, Aundrea Fimbres            | Danja                                                                   | 3:15   |
| 6.  | "Sucka for Love"                                             | B. Cox, Kendrick Dean, C. Nelson, B. Muhammad, E. Lewis, J. Que                                        | Bryan Michael Cox, WyldCard, The Clutch                                 | 2:56   |
| 7.  | "Secret Place (Interlude) "                                  | B.Cox, Mario Winans, A. O'Day, D. Woods, D. Richard, S. Bex, A. Fimbres                                | Mario Winans for The Hitmen                                             | 1:16   |
| 8.  | "Ecstasy" (featuring Rick Ross)                              | Tiffany Cris'Tene Washington, Andrew Harr, Jermaine Jackson, William Roberts                           | The Runners                                                             | 4:36   |
| 9.  | "2 of You"                                                   | B. Cox, K. Dean, Adonis Shropshire,Diana Gordon                                                        | B. Cox, WyldCard                                                        | 3:53   |
| 10. | "Lights Out"                                                 | D. Richard, Tiffany Cris'Tene Washington, S. Combs, M. Winans, N. Betz, C. Betz                        | Sean "Diddy" Combs & Mario Winans for The Hitmen, Flex&Hated, Akeem Lee | 3:25   |
| 11. | "Picture This (Interlude) "                                  | M. Winans, A. O'Day, D. Woods                                                                          | Mario Winans for The Hitmen                                             | 1:14   |
| 12. | "Poetry"                                                     | S. Combs, M. Winans, M. Brown*                                                                         | Sean "Diddy" Combs & Mario Winans for The Hitmen                        | 4:42   |
| 13. | "Key to My Heart"                                            | Shanell Woodgette, Reggie Perry                                                                        | Scyience                                                                | 2:29   |
| 14. | "Flashback (Interlude) "                                     | V.Cox, Romeo XI, D. Woods, D. Richard                                                                  | Romeo XI                                                                | 1:13   |
| 15. | "Is Anybody Listening"                                       | F. Nordsoe, N. Scarlett, S. Combs, M. Winans                                                           | Fridolin Nordsoe, Sean "Diddy" Combs & Mario Winans for The Hitmen      | 3:27   |
| 16. | "Ain't Going" (Hidden Track) (featuring Day26, Donnie Klang) | B. Malik, Lyanna Dean, D. Woods, D. Richard                                                            | Bernard "Doss" Malik                                                    | 3:12   |
| 17. | "Make Me Sick" (Target Bonus Track)                          | Anesha Birchett, Antea Birchett                                                                        | Rockwilder, Christopher Grayson, Khateeb Muhammad, from Dropzone        | 3:40   |